# 巍山黄芩
巍山黄芩（学名：Scutellaria weishanensis）为唇形科黄芩属下的一个种。

## 扩展阅读
- 維基物種上的相關：巍山黄芩